# Carlos Monzón
Carlos Roque Monzón Ledesma (San Javier, 7 augustus 1942 – Santa Rosa de Calchines, 8 januari 1995) was een Argentijns bokser. Hij was zeven jaar lang de onbetwiste wereldkampioen in het middengewicht van 1970 tot 1977. 
Monzón stond bekend om zijn snelheid en stootkracht. Hij won de wereldtitel in 1970 van de Italiaan Nino Benvenuti. Hij verdedigde zijn titel 14 keer, wat destijds een record in het middengewicht was. Hij was 13 jaar lang ongeslagen. Hij beëindigde zijn carrière in 1977 met een record van 87 gewonnen partijen met 59 knock-outs, 3 verloren partijen en 9 keer gelijkspel. Al zijn verliespartijen waren vroeg in zijn carrière en werden gewroken. Hij werd in 1990 opgenomen in de International Boxing Hall of Fame en werd in 2011 door het tijdschrift The Ring verkozen als de beste titelhouder in het middengewicht van de afgelopen 50 jaar. Hij wordt algemeen beschouwd als een van de beste boksers in het middengewicht in de geschiedenis.
Gedurende zijn carrière was Monzón zeer populair in zijn thuisland Argentinië. Zijn glamoureuze en gewelddadige leven werd gretig gevolgd door zowel de media als het volk. Hij werd echter vaak beschuldigd van huiselijk geweld door zijn twee vrouwen en vele minnaressen en van het slaan van paparazzi. In 1988 werd hij veroordeeld tot elf jaar gevangenisstraf voor de moord op zijn vrouw Alicia Muñiz in Mar del Plata.
In januari 1995 stierf hij bij een auto-ongeluk tijdens een weekendverlof.